# شیگو ساوایری
شیگو ساوایری (انگلیسی: Shigeo Sawairi؛ زادهٔ ۸ مهٔ ۱۹۶۳) بازیکن فوتبال اهل ژاپن است.
از باشگاه‌هایی که در آن بازی کرده‌است می‌توان به باشگاه فوتبال ناگویا گرامپوس اشاره کرد.